# NGC 2601
NGC 2601 (również PGC 23637) – galaktyka spiralna z poprzeczką (SBa), znajdująca się w gwiazdozbiorze Ryby Latającej. Odkrył ją 4 marca 1835 roku John Herschel.